# Tethina nigrofemorata
Tethina nigrofemorata is een vliegensoort uit de familie van de Canacidae. De wetenschappelijke naam van de soort is voor het eerst geldig gepubliceerd in 1997 door Beschovski.